# Збірна Камеруну з футболу
Збірна Камеруну з футболу — національна команда Камеруну, що представляє країну на міжнародних змаганнях з футболу. Керується Камерунською федерацією футболу.
13 квітня 1960 року збірна зіграла свій перший міжнародний матч проти Сомалі 9:2. 
2 червня 2013 року збірна Камеруну зіграла товариський матч зі збірною України. Зустріч завершилась внічию 0:0. 
Станом на 3 квітня 2025 посідає 50-e місце у рейтингу футбольних збірних світу.

## Кубок світу
| Чемпіонат світу | Чемпіонат світу         | Чемпіонат світу         | Чемпіонат світу         | Чемпіонат світу         | Чемпіонат світу         | Чемпіонат світу         | Чемпіонат світу         | Чемпіонат світу         |                         | Кваліфікація           | Кваліфікація           | Кваліфікація           | Кваліфікація           | Кваліфікація           | Кваліфікація           |
| Рік             | Раунд                   | Місце                   | І                       | В                       | Н                       | П                       | М+                      | М-                      | І                       | В                      | Н                      | П                      | М+                     | М-                     |                        |
| --------------- | ----------------------- | ----------------------- | ----------------------- | ----------------------- | ----------------------- | ----------------------- | ----------------------- | ----------------------- | ----------------------- | ---------------------- | ---------------------- | ---------------------- | ---------------------- | ---------------------- | ---------------------- |
| 1930            | Не брали участі         | Не брали участі         | Не брали участі         | Не брали участі         | Не брали участі         | Не брали участі         | Не брали участі         | Не брали участі         | Не брали участі         | Не брали участі        | Не брали участі        | Не брали участі        | Не брали участі        | Не брали участі        | Не брали участі        |
| 1934            | Не брали участі         | Не брали участі         | Не брали участі         | Не брали участі         | Не брали участі         | Не брали участі         | Не брали участі         | Не брали участі         | Не брали участі         | Не брали участі        | Не брали участі        | Не брали участі        | Не брали участі        | Не брали участі        | Не брали участі        |
| 1938            | Не брали участі         | Не брали участі         | Не брали участі         | Не брали участі         | Не брали участі         | Не брали участі         | Не брали участі         | Не брали участі         | Не брали участі         | Не брали участі        | Не брали участі        | Не брали участі        | Не брали участі        | Не брали участі        | Не брали участі        |
| 1950            | Не брали участі         | Не брали участі         | Не брали участі         | Не брали участі         | Не брали участі         | Не брали участі         | Не брали участі         | Не брали участі         | Не брали участі         | Не брали участі        | Не брали участі        | Не брали участі        | Не брали участі        | Не брали участі        | Не брали участі        |
| 1954            | Не брали участі         | Не брали участі         | Не брали участі         | Не брали участі         | Не брали участі         | Не брали участі         | Не брали участі         | Не брали участі         | Не брали участі         | Не брали участі        | Не брали участі        | Не брали участі        | Не брали участі        | Не брали участі        | Не брали участі        |
| 1958            | Не брали участі         | Не брали участі         | Не брали участі         | Не брали участі         | Не брали участі         | Не брали участі         | Не брали участі         | Не брали участі         | Не брали участі         | Не брали участі        | Не брали участі        | Не брали участі        | Не брали участі        | Не брали участі        | Не брали участі        |
| 1962            | Не брали участі         | Не брали участі         | Не брали участі         | Не брали участі         | Не брали участі         | Не брали участі         | Не брали участі         | Не брали участі         | Не брали участі         | Не брали участі        | Не брали участі        | Не брали участі        | Не брали участі        | Не брали участі        | Не брали участі        |
| 1966            | Знялися з кваліфікації  | Знялися з кваліфікації  | Знялися з кваліфікації  | Знялися з кваліфікації  | Знялися з кваліфікації  | Знялися з кваліфікації  | Знялися з кваліфікації  | Знялися з кваліфікації  | Знялися з кваліфікації  | Знялися з кваліфікації | Знялися з кваліфікації | Знялися з кваліфікації | Знялися з кваліфікації | Знялися з кваліфікації | Знялися з кваліфікації |
| 1970            | Не пройшли кваліфікацію | Не пройшли кваліфікацію | Не пройшли кваліфікацію | Не пройшли кваліфікацію | Не пройшли кваліфікацію | Не пройшли кваліфікацію | Не пройшли кваліфікацію | Не пройшли кваліфікацію | Не пройшли кваліфікацію | 2                      | 0                      | 1                      | 1                      | 3                      | 4                      |
| 1974            | Не пройшли кваліфікацію | Не пройшли кваліфікацію | Не пройшли кваліфікацію | Не пройшли кваліфікацію | Не пройшли кваліфікацію | Не пройшли кваліфікацію | Не пройшли кваліфікацію | Не пройшли кваліфікацію | Не пройшли кваліфікацію | 3                      | 1                      | 1                      | 1                      | 1                      | 3                      |
| 1978            | Не пройшли кваліфікацію | Не пройшли кваліфікацію | Не пройшли кваліфікацію | Не пройшли кваліфікацію | Не пройшли кваліфікацію | Не пройшли кваліфікацію | Не пройшли кваліфікацію | Не пройшли кваліфікацію | Не пройшли кваліфікацію | 2                      | 0                      | 1                      | 1                      | 2                      | 4                      |
| 1982            | груповий етап           | 17-те                   | 3                       | 0                       | 3                       | 0                       | 1                       | 1                       | 8                       | 5                      | 1                      | 2                      | 16                     | 5                      |                        |
| 1986            | Не пройшли кваліфікацію | Не пройшли кваліфікацію | Не пройшли кваліфікацію | Не пройшли кваліфікацію | Не пройшли кваліфікацію | Не пройшли кваліфікацію | Не пройшли кваліфікацію | Не пройшли кваліфікацію | Не пройшли кваліфікацію | 2                      | 1                      | 0                      | 1                      | 2                      | 5                      |
| 1990            | чвертьфінал             | 7-ме                    | 5                       | 3                       | 0                       | 2                       | 7                       | 9                       | 8                       | 6                      | 1                      | 1                      | 12                     | 6                      |                        |
| 1994            | груповий етап           | 22-ге                   | 3                       | 0                       | 1                       | 2                       | 3                       | 11                      | 8                       | 5                      | 2                      | 1                      | 14                     | 4                      |                        |
| 1998            | груповий етап           | 25-те                   | 3                       | 0                       | 2                       | 1                       | 2                       | 5                       | 6                       | 4                      | 2                      | 0                      | 10                     | 4                      |                        |
| 2002            | груповий етап           | 20-те                   | 3                       | 1                       | 1                       | 1                       | 2                       | 3                       | 10                      | 8                      | 1                      | 1                      | 20                     | 4                      |                        |
| 2006            | Не пройшли кваліфікацію | Не пройшли кваліфікацію | Не пройшли кваліфікацію | Не пройшли кваліфікацію | Не пройшли кваліфікацію | Не пройшли кваліфікацію | Не пройшли кваліфікацію | Не пройшли кваліфікацію | Не пройшли кваліфікацію | 10                     | 6                      | 3                      | 1                      | 18                     | 10                     |
| 2010            | груповий етап           | 31-ше                   | 3                       | 0                       | 0                       | 3                       | 2                       | 5                       | 6                       | 2                      | 3                      | 1                      | 9                      | 7                      |                        |
| 2014            | груповий етап           | 32-ге                   | 3                       | 0                       | 0                       | 3                       | 1                       | 9                       | 8                       | 5                      | 2                      | 1                      | 12                     | 4                      |                        |
| 2018            | Не пройшли кваліфікацію | Не пройшли кваліфікацію | Не пройшли кваліфікацію | Не пройшли кваліфікацію | Не пройшли кваліфікацію | Не пройшли кваліфікацію | Не пройшли кваліфікацію | Не пройшли кваліфікацію | Не пройшли кваліфікацію | 8                      | 2                      | 5                      | 1                      | 10                     | 9                      |
| 2022            | груповий етап           | 19-те                   | 3                       | 1                       | 1                       | 1                       | 4                       | 4                       | 8                       | 6                      | 0                      | 2                      | 16                     | 5                      |                        |
| 2026            | Н/Д                     | Н/Д                     | Н/Д                     | Н/Д                     | Н/Д                     | Н/Д                     | Н/Д                     | Н/Д                     | Н/Д                     | Н/Д                    | Н/Д                    | Н/Д                    | Н/Д                    | Н/Д                    | Н/Д                    |
| Загалом         | Чвертьфінал             | 8/22                    | 26                      | 5                       | 8                       | 13                      | 22                      | 47                      | 95                      | 57                     | 23                     | 15                     | 159                    | 70                     |                        |

## Кубок Африки
- 1957–1965 — не брав участі
- 1968 — не пройшов кваліфікацію
- 1970 — груповий турнір
- 1972 — третє місце
- 1974–1980 — не пройшов кваліфікацію
- 1982 — груповий турнір
- 1984 — чемпіон
- 1986 — другий груповий турнір
- 1988 — чемпіон
- 1990 — груповий турнір
- 1992 — четверте місце
- 1994 — не пройшов кваліфікацію
- 1996 — груповий турнір
- 1998 — чвертьфінал
- 2000 — чемпіон
- 2002 — чемпіон
- 2004 — чвертьфінал
- 2006 — чвертьфінал
- 2008 — друге місце
- 2012 — не пройшов кваліфікацію
- 2013 — не пройшов кваліфікацію
- 2015 — груповий турнір
- 2017 — чемпіон
- 2019 — 1/8 фіналу
- 2021 —  третє місце
- 2023 — 1/8 фіналу